# Ефанов, Иван Яковлевич

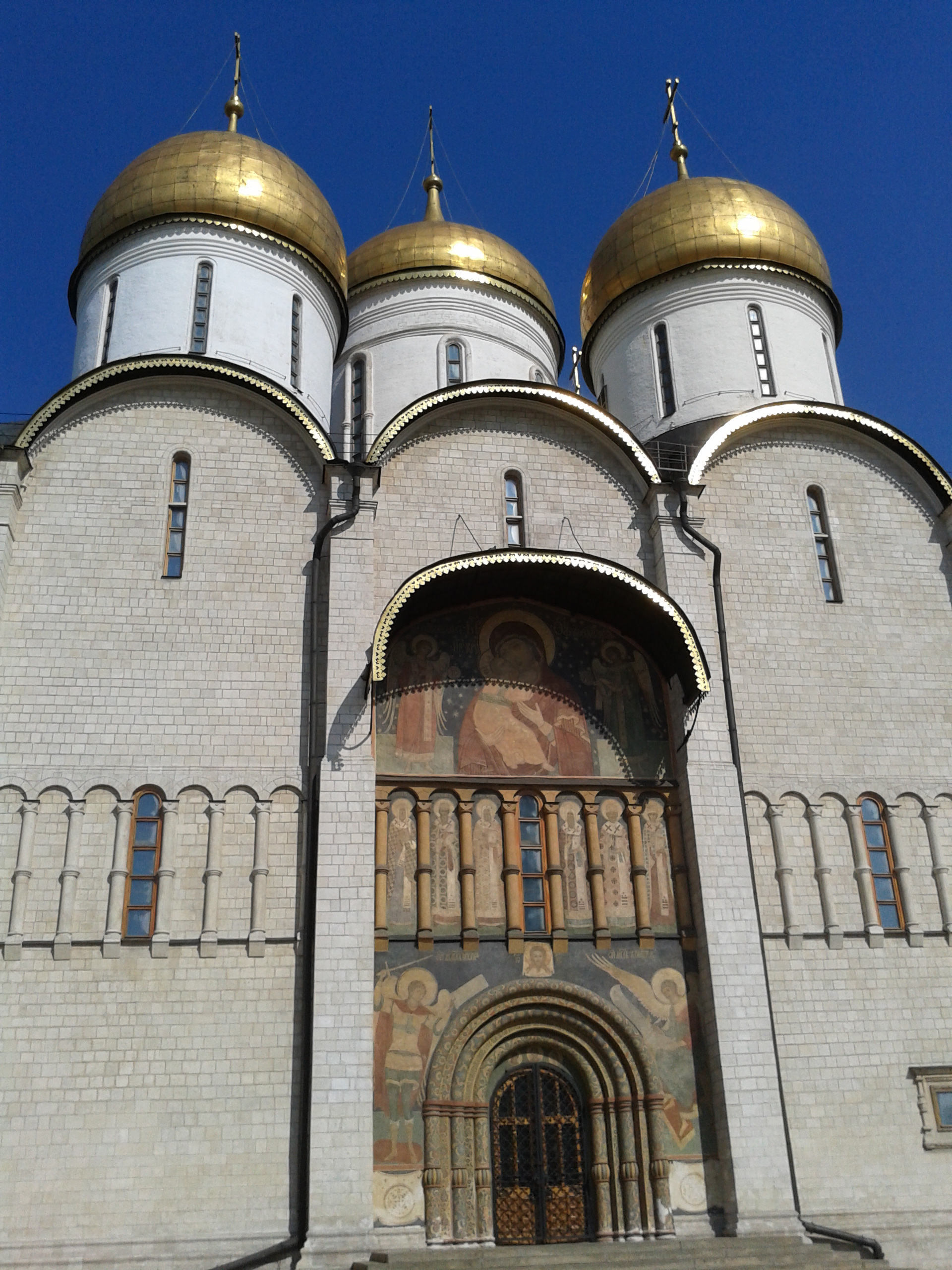
Успенский собор Московского Кремля, вход в который в день венчания на царство Бориса Годунова (1598 г.) охранял дьяк Поместного приказа Иван Яковлевич Ефанов

Ефа́нов Ива́н Я́ковлевич (ок. 1560—1616) — приказной деятель Смутного времени, дьяк Поместного приказа в правление Фёдора I Ивановича, Бориса Годунова, Василия Шуйского и Михаила Фёдоровича.

## Историческая справка
Родоначальник древнего дворянского рода Ефановых.
Свою карьеру при дворе русского царя и великого князя Московского Фёдора I Ивановича начал в 1584 году подьячим. С 14 февраля 1595 года — дьяк Поместного приказа. Непрерывно упоминается в Поместном приказе с 14 февраля 1595 года по 20 августа 1605 года. Одновременно дьяк Новгородского Разряда (18 марта 1610 года), дьяк в Романове (1610/1611 годы), Ярославле (сентябрь-октябрь 1611 года), на Вологде (19 октября 1613 — 2 февраля 1616). 3 сентября 1598 года в день венчания на царство Бориса Годунова стоял в карауле у входа в Успенский собор Московского Кремля. Упоминается в 1598 году среди приказных дьяков, оставленных Борисом Годуновым в Москве с царицей Ириной на время его похода к Серпухову против хана Казы-Гирея Боры. В 1605 году вместе с боярином князем Михаилом Кашиным выдавали жалование служивым людям под Кромами.
24 апреля 1618 году Григорий Григорьевич Пушкин и Иван Васильевич Козлов пожертвовали по душам Ивана и его жены Анисьи Троице-Сергиеву монастырю 100 рублей на вечное поминовение. Кроме того, Иван Ефанов с супругой внесены в синодик Чудова монастыря Московского Кремля о упокоении на вечное поминовение.
Ефанову Ивану Яковлевичу принадлежали вотчины в Московском и Рязанском уездах (см. например Ефаново).